# Gabriel Mercedes
Yulis Gabriel Mercedes Reyes (Monte Plata, 12 de novembro de 1979) é um taekwondista dominicano.
Gabriel Mercedes competiu nos Jogos Olímpicos de 2004, 2008 e 2012, na qual conquistou a medalha de prata, em 2008.